# Проституция в Великобритании
Проституция в Великобритании является легальной деятельностью, но с 2009 года контакт с проституткой, которую принудили заниматься торговлей телом, уголовно наказуем, даже если клиент не осведомлён о насильственном характере работы.

## Законы
В 1545 году все дома терпимости Лондона были закрыты королём Генрихом VIII.
По закону с 2003 года слово «проститутка» (англ. prostitute) гендерно нейтрально, хотя ранее относилось только к лицам женского пола.